# NGC 1410
NGC 1410 este o galaxie seyfert de tip 2⁠(d) situată în constelația Taurul. A fost descoperită în 17 ianuarie 1855 de către William Parsons, 3rd Earl of Rosse⁠(d).